# 松原村 (長崎県)
松原村（まつばらむら）は、長崎県東彼杵郡の南部にあった村。戦時中の1942年（昭和17年）、東彼杵郡南部の各町村と合併を行い市制施行、大村市となった。
現在の大村市松原地区にあたる。

## 地理
- 山：郡岳、鉢巻山
- 島嶼：鹿ノ島[1]
- 河川：松原川、餅の浜川
- 溜池：野岳溜池（野岳湖）
- 湾：大村湾

## 沿革
近世の松原村は竹松村、福重村とあわせて「郡村（こおりむら）」と総称された。『大村郷村記』のうち郡村の項には「凡彼杵郡の内平坦曠漠（こうばく）の地当村を以第一とす、ゆえに往古大村と号するは、専ら此地を云なり」とあり、古くは当地を大村と称していたとある。同書の大村の項によれば、この大村は「郡大村」とも称し、のちに郡村・大村・萱瀬村の3ヶ村に分かれたとしている。
- 1889年（明治22年）4月1日 - 町村制施行により、東彼杵郡松原村が単独村制にて発足。
- 1898年（明治31年）1月20日 - 九州鉄道長崎線（のち日本国有鉄道大村線）が開業し、当村域に松原駅が設置される。
- 1942年（昭和17年）2月11日 - 大村町・福重村・萱瀬村・松原村・鈴田村・三浦村が合併し市制施行。大村市が発足し、松原村は自治体として消滅。

## 地名
郷を行政区域とする。松原村は1889年の町村制施行時に単独で自治体として発足したため、大字は無し。
- 一ノ郷（いちの）
- 二ノ郷（にの）
- 三ノ郷（さんの）
- 四ノ郷（しの）
- 五ノ郷（ごの）

旧村域には上記5郷のほか、大村市となった後の1963年（昭和38年）に隣接する東彼杵町（旧千綿村の区域）の一部「武留路郷」が編入された。

## 産業
「松原鎌」と称される鎌をはじめ包丁、鍬など刃物の製造が盛んな地域である。

## 交通

### 鉄道
日本国有鉄道
- 大村線

（千綿村） - 松原駅 - （福重村）

## 名所・旧跡
- 野岳遺跡
- 鹿島古墳群
- 久津石棺群
- 延命寺跡
- 東光寺跡
- 妙光寺跡
- 高台寺跡
- 玉泉寺跡
- 東林庵跡
- 知性院跡
- 松原温泉